# Harprich
Harprich település Franciaországban, Moselle megyében. Lakosainak száma 186 fő (2022. január 1.). Harprich Baronville, Bérig-Vintrange, Bistroff, Landroff, Morhange, Vallerange és Viller községekkel határos.

## Népesség
A település népességének változása:
| Lakosok száma | 127  | 193  | 213  | 174  | 188  | 173  | 173  | 183  | 184  | 186  |
|               | 1968 | 1982 | 1990 | 2006 | 2013 | 2015 | 2017 | 2019 | 2020 | 2022 |